# Stadio olimpico del ghiaccio
 (mars 2025).
Le stadio olimpico, inscrit comme le stadio olimpico del ghiaccio (français : stade olympique de glace ) est une patinoire couverte de hockey sur glace située à Cortina d'Ampezzo en Italie.

## Historique
Elle est construite en 1955 et peut accueillir 12 000 personnes. Les matches de hockey sur glace ainsi que les autres épreuves de patinage et les cérémonies d'ouverture et de clôture des Jeux olympiques d'hiver de 1956 ont eu lieu dans cette patinoire. Durant les Jeux, le site n'avait pas de toit, mais un toit est ajouté par la suite en 1981.
Le stade est également visible dans le film de la série des James Bond, Rien que pour vos yeux, où Bond (joué par Roger Moore) rencontre le méchant Aris Kristatos (Julian Glover) quand Kristatos (le réel méchant) essaye de duper Bond en poursuivant et en tuant son rival Milos Columbo (Topol).

## Événements
- Championnats du monde de patinage artistique 1963

## Sources
- (en) Cet article est partiellement ou en totalité issu de l’article de Wikipédia en anglais intitulé « Stadio Olympica » (voir la liste des auteurs).